# Casa Forte (Recife)
Casa Forte é um bairro nobre da cidade brasileira do Recife, no estado de Pernambuco. Está localizado na Zona Norte da capital pernambucana.
Sua população é de 4.475 habitantes, numa área de 57,1 hectares. A densidade demográfica é de 78,38 habitantes/ha. No ano 2000, possuía a segunda maior renda per capita do Recife, R$ 4.002,59 — atrás apenas do bairro da Jaqueira. Hoje seu IDH está em 0,947.
O nome do bairro tem origem na Casa-forte de Dona Anna Paes.

## História
O bairro foi inicialmente habitado pelos trabalhadores de um engenho de cana-de-açúcar do século XVI, propriedade de Diogo Gonçalves. O engenho foi construído em terras doadas por Duarte Coelho. As construções típicas do engenho - casas e senzala, capela e sede - foram erguidas num local denominado Campina de Casa Forte (local onde hoje é a Praça de Casa Forte, projetada por Burle Marx).
Teve vários proprietários sendo chamado sucessivamente de Jerônimo Gonçalves, Isabel Gonçalves, Dona Anna Paes, Tourlon, Nassau, de With, até receber o nome em vigor em 1645, por ocasião da Batalha de Casa Forte, travada entre holandeses e pernambucanos insurretos. Para lembrar o feito foi afixada uma placa com a seguinte inscrição: 
| “ | Neste local, denominado outrora engenho de Anna Paes, a 17 de agosto de 1645, o exército pernambucano dirigido por VIEIRA João Fernandes Vieira, VIDAL André Vidal de Negreiros, DIAS Henrique Dias e CAMARÃO Antônio Filipe Camarão combateu uma coluna holandesa que havia aprisionado matronas pernambucanas e se fortalecido na casa de morada à direita da Igreja, resultando victoria para os libertadores com o aprisionamento completo dos inimigos. | ” |

Com a vitória pernambucana, o engenho foi rebatizado como Casa Forte. O engenho era movido a animais e ficava situado na margem esquerda do Rio Capibaribe, no local depois chamado de Santana, onde era depositado o açúcar fabricado e depois transportado pelo rio para o mercado do Recife. As casas do engenho com sua capela contígua, sob a invocação de Nossa Senhora das Necessidades, ficavam numa grande praça vulgarmente chamada Campina de Casa Forte, hoje Praça de Casa Forte.
Em meados de 1810, o engenho foi comprado por José Inácio Ribeiro de Abreu e Lima, que ficou conhecido como o padre Roma, uma das figuras da revolução republicana de 1817. O novo proprietário demoliu a velha casa-grande, construindo no mesmo local uma outra vivenda, mas que depois também ficou abandonada. Em 1907, o imóvel foi adquirido pelas irmãs francesas da Congregação da Sagrada Família que, após uma grande reforma, ali instalaram um colégio para moças em 1911.
A antiga capela do engenho, construída em 1672, também ficou em ruínas, a ponto de ter suas imagens depositadas na matriz de Nossa Senhora da Saúde, do Poço da Panela, de 1865 até 1909, quando foi feita a restauração daquela igreja. Em outubro de 1911, depois de reconstruído, o templo foi sagrado como Igreja-Matriz da paróquia de Casa Forte, sob a invocação do Sagrado Coração de Jesus.

## Atualidade
Casa Forte é um dos bairros mais arborizados do Recife. Ainda conserva alguns antigos casarões, como o prédio "velho" (ex-Hospital Magiot), na Av. 17 de Agosto, 2187, que pertenceu a Francisco Ribeiro Pinto Guimarães e onde funciona hoje a sede da Fundação Joaquim Nabuco e alguns dos seus órgãos como o Museu do Homem do Nordeste e o Laboratório de Pesquisa, Conservação e Restauração de Documentos e Obras de Arte (Laborarte). Na verdade essas edificações se situam, segundo a prefeitura, no bairro do Poço da Panela. A rica história do bairro se faz presente ainda hoje - entre as construções antigas preservadas, a Igreja Matriz de Casa Forte, de 1865 e os antigos casarões estão entre os de maior valor histórico e arquitetônico. Num destes casarões está sediada a Fundação Joaquim Nabuco(que na verdade, está localizada no Poço da Panela. Sua principal artéria, a Avenida Dezessete de Agosto, é uma homenagem ao dia dessa vitória dos pernambucanos sobre os holandeses. Em frente à igreja fica a Praça de Casa Forte, cujo projeto paisagístico é do arquiteto Burle Marx e onde podem ser encontradas várias espécies de plantas tropicais, inclusive algumas da Amazônia, como a vitória-régia.Anualmente, no mês de novembro, a paróquia de Casa Forte, comandada pelo Cônego Edwaldo Gomes desde 1970 até sua morte, em 2017, realiza na área da Praça a Festa da Vitória Régia, muito conhecida e frequentada pelos moradores do bairro e pelos recifenses em geral.